# 托尔马什
托尔马什，是匈牙利巴兰尼亚州所辖的一个村。总面积24.70平方公里，总人口284，人口密度11.5人/平方公里（2011年1月1日）。